# 阿赫特尔斯基
阿赫特尔斯基（羅馬化：Akhtyrskiy）是俄罗斯克拉斯诺达尔边疆区的市级镇，属阿宾斯克区，位于库班河流域内一小河阿赫特里河（Ахтырь）河畔，地处克拉斯诺达尔边疆区西部，在区行政中心阿宾斯克东、边疆区首府克拉斯诺达尔西南方。A146公路经过该地。
该地2021年人口有21,267人；2010年人口20,100；2002年人口19,219；1989年人口18,568。